# Au-delà du Missouri
Pour les articles homonymes, voir Missouri.
Pour plus de détails, voir Fiche technique et Distribution.
Au-delà du Missouri (Across the Wide Missouri) est un film américain réalisé par  William A. Wellman, sorti en 1951.

## Synopsis
L'histoire retrace une période de la vie d'un trappeur, Flint Mitchell, et nous est relatée, en voix off, par son fils. Cet homme se transforme peu à peu au contact d'une Amérindienne qu'il a épousée.

## Fiche technique
- Titre : Au-delà du Missouri
- Titre original : Across the Wide Missouri
- Réalisateur : William A. Wellman
- Producteur : Robert Sisk
- Société de production et de distribution : Metro-Goldwyn-Mayer
- Scénariste : Talbot Jennings d'après une histoire de Talbot Jennings et Frank Cavett et le livre Across the Wide Missouri de Bernard DeVoto (non crédité)
- Directeur de la photographie : William C. Mellor
- Directeurs artistiques : Cedric Gibbons et James Basevi
- Décors : Ralph S. Hurst et Edwin B. Willis
- Costumes : Walter Plunkett
- Musique : David Raksin
- Montage : John D. Dunning
- Superviseuse au montage : Margaret Booth (non créditée)
- Pays d'origine : États-Unis
- Format : Couleur (Technicolor) - 35 mm - 1,37:1 - Son : Mono (Western Electric Sound System)
- Genre : Western
- Durée : 78 minutes
- Dates de sortie : 
  - États-Unis : 1er octobre 1951 (première), 23 octobre 1951 (sortie nationale)
  - France : 14 août 1953
- Dates de sortie DVD :
  - États-Unis :
  - France : 3 octobre 2007

## Distribution
- Clark Gable  (V.F : Robert Dalban) : Flint Mitchell
- María Elena Marqués : Kamiah
- Ricardo Montalban : Ironshirt
- John Hodiak  (V.F : Jean Martinelli) : Brecan
- Adolphe Menjou (V.F : Paul Villé)  : Pierre
- Jack Holt : Bear Ghost
- J. Carrol Naish : Looking Glass
- Alan Napier  (V.F : Fernand Fabre) : Capitaine Humberstone Lyon
- George Chandler : Gowie
- Richard Anderson : Dick
- Howard Keel : Narrateur
- Russell Simpson : Hoback
- Henri Letondal : Lucien Chennault
- Timothy Carey (non crédité) : Baptiste DuNord

Cascades
Jack N. Young (Doublure de Clark Gable)

## Autour du film
- Wellman dirige ici Clark Gable pour la troisième fois après L'Ange blanc (1931) et L'Appel de la forêt (1935).
- Le personnage de Flint Mitchell n'est d'ailleurs pas très loin de celui imaginé par Jack London, Jack Thornton. Les deux films partagent cet élan pour la nature sauvage. Thornton cherche de l'or et Mitchell chasse des castors, mais ils trouvent finalement leur raison de vivre au cœur de ces paysages grandioses, leur quête initiale n'étant plus dès lors qu'un prétexte pour rester loin de la civilisation.